# 猫とドラゴン
『猫とドラゴン』は株式会社スタジオレックスが運営するブラウザゲーム。
ゲームジャンルは大人の協力バトル。基本プレイ無料（アイテム課金制）。略称は『猫ドラ』。

## 概要
本作は、ドリコムの子会社であるスタジオレックスが提供するブラウザゲームである。
同社の提供するスマートフォン向けゲームアプリ『ぼくとドラゴン』のシリーズタイトルであり、多数のキャラクターが『ぼくとドラゴン』から登場している。
2021年5月24日時点でシリーズ累計ユーザー数は400万人を突破している。
配信開始時はイグニスの子会社であるスタジオキングが提供・運営していたが、2019年11月13日に『ぼくとドラゴン』『猫とドラゴン』をドリコムが譲受することが決定した。その後、2020年3月2日にスタジオキングのゲーム事業を切り出す形でスタジオレックスが設立され、現在の運営会社はスタジオレックスとなっている。

## 対応プラットフォーム
| プラットフォーム | 対応端末                   |
| ---------------- | -------------------------- |
| enza             | スマートフォン（ブラウザ） |
| オリジナル版     | スマートフォン（ブラウザ） |
| Mobage           | スマートフォン（ブラウザ） |
| Yahoo!モバゲー   | PC（ブラウザ）             |
| GREE             | スマートフォン（ブラウザ） |
| App Store        | スマートフォン（アプリ）   |
| Google Play      | スマートフォン（アプリ）   |

## システム
ギルド
他のプレイヤーと交流できる機能で、1つのギルドには18人まで所属することができる。(新人専用枠3つ含む)
同じギルドに所属するプレイヤー同士は「トーク」と呼ばれるチャット機能を利用してコミュニケーションをとることができる。
各ギルドにはマスター、サブマスターといった役職があり、役職についたプレイヤーはギルド内の掲示板機能である「作戦板」に書き込んだり、プレイヤーをギルドから除籍することができる。
召喚バトル
リアルタイムギルドバトル（GvG）を採用しており、1日3回、決められた時間に他のギルドと対戦する。
敵に与えたダメージがBPとして自ギルドに加算され、20分間の試合時間が終了した時点でより多くのBPを稼いでいたギルドが勝利する。
スライム討伐
ホーム画面に一定時間おきに発生するスライムを指でなぞって討伐する。
スライムを討伐することでプレイヤーレベルを上げるための経験値や、キャラクターの育成に必要な通貨（ギル）を入手できる。

## 世界観
本作の舞台は不思議な力を宿す大木「竜樹」を中心とした世界となっている。
召喚士とよばれる者たちが「英霊」や「ドラゴン」を呼び出して戦う「召喚バトル」が繰り広げられている。
プレイヤーも「竜樹」に認められた者として戦いに参戦することになる。

## キャラクター

### 主要人物
主人公 (プレイヤー)
竜樹に認められた召喚士の一人。性別はいつでも切り替えることができる。
クロナ
竜樹の守護精霊。ホーム画面では黒猫の姿でプレイヤーの後に付いてくるが、人間の姿にも変身することが可能。
リーシャ
召喚バトルが行われる闘技場の案内人。

## 他作品とのコラボレーション
転生したらスライムだった件
『転生したらスライムだった件』からリムル、ミリム、シズ、ヴェルドラが登場した。
七つの大罪 神々の逆鱗
『七つの大罪 神々の逆鱗』からメリオダス、エリザベス、エスカノール、エスタロッサが登場した。
大川ぶくぶ
漫画家大川ぶくぶが描き下ろした『猫とドラゴン』のキャラクターアスモデウス、ジャンヌ、レヴィアタンが登場した。
無職転生 〜異世界行ったら本気だす〜
『無職転生 ～異世界行ったら本気だす～』からルーデウス、ロキシー、エリス、シルフィエットが登場した。
『小林さんちのメイドラゴン』からトール、カンナ、エルマ、イルルが登場した